# Ahmad Ibn Baba
 (octobre 2017).
Si vous disposez d'ouvrages ou d'articles de référence ou si vous connaissez des sites web de qualité traitant du thème abordé ici, merci de compléter l'article en donnant les références utiles à sa vérifiabilité et en les liant à la section « Notes et références ».
Ahmad Ibn Bâba, de son vrai nom cheikh Ahmad al-Tijani Ibn Baba al-Alaoui est un juriste malikite de la ville de Chinguit en Mauritanie, un théologien Ash'arite et un imam tijani, mort en 1888.

## Biographie
Il fut l'auteur de nombreux poèmes dont son ouvrage sur la tariqa Tijaniyya intitulé Mounyat al-Mourid, qui fut commenté plus tard par le cheikh Muhammad Ul 'Arabî Ibn Sâ°ih, ainsi qu'un poème sur les épouses de Mahomet.
Il mourut à Médine en 1888 et est enterré au cimetière Al Baqi qui se trouve à côté de la Grande mosquée de Médine.